# Moïse Katumbi Chapwe

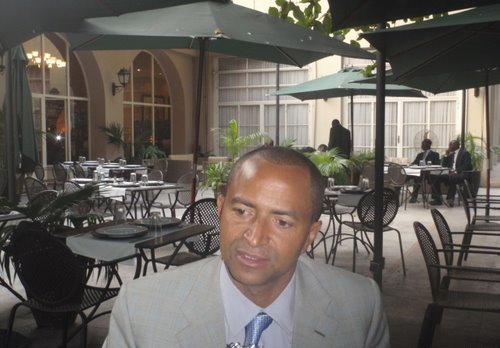
Moïse Katumbi (2010)

Moïse Katumbi Chapwe (Kashobwe, 28 december 1964) is een Congolese politicus en zakenman. Hij was de gouverneur van de provincie Katanga, gelegen in het zuiden van de Democratische Republiek Congo, van 2007 tot september 2015. Hij was lid van de Volkspartij voor Wederopbouw en Democratie (PPRD) tot september 2015. Hij werd door The Economist beschreven als "waarschijnlijk de op een na machtigste man in de Democratische Republiek Congo na de president, Joseph Kabila". Jeune Afrique noemde hem "Afrikaan van het Jaar" in 2015.

## Levensloop

### Jeugd
Moïse Katumbi werd geboren op 28 december 1964 uit een Congolese moeder en een Griekse vader, Nissim Soriano. Katumbi's vader, een Griekse sephardische jood, vluchtte in 1938 met zijn twee zussen weg uit Rodos na de invoer van discriminerende rassenwetten door het Italiaanse fascistische regime (Rodos was sinds 1912 door Italië bezet). Hij vestigde zich in Katanga, een provincie in Congo, dat op dat moment een Belgische kolonie was. Katumbi's moeder stamde af van de Kazembe, een koninklijke familie van de Lunda in Congo en Zambia, en zijn grootvader was Mwata Kazembe XIV (heerser van het Koninkrijk Lunda). De familie nam de naam Katumbi over van een overgrootvader aan zijn moeders kant. Katumbi groeide op in het dorp Kashobwe in Congo in de buurt van het Mwerumeer bij de grens met Zambia. Zijn vader was betrokken bij de vishandel.
Katumbi studeerde aan de Kiwele-school in Lubumbashi en aan de Kapolowe-missie. Hij is getrouwd met Carine Katumbi. Zijn oudere halfbroer is Raphael Katebe Katoto, een zakenman en gepensioneerd politicus, die lid was van RCD-Goma en een politieke partij leidde die in 2006 oppositie voerde tegen de Congolese president Joseph Kabila.

### Privéloopbaan
Katumbi's loopbaan begon in de visserijbranche, toen hij 13 was. Hij verkocht gezouten en verse vis aan Gécamines, een mijnbouwbedrijf in handen van de staat.
In 1987 richtte hij de holding Etablissement Katumbi op om al zijn zakelijke activiteiten, waaronder mijnbouw, transport en de verwerking van levensmiddelen te verenigen.
Katumbi richtte in 1997 de MCK (Mining Company Katanga) op die gespecialiseerd was in mijnbouw en logistiek en in onderaanneming werkte voor mijnbouwbedrijven in de regio, met inbegrip van Gécamines. Tegen 2015 was het bedrijf uitgegroeid tot 1900 werknemers en was het een toonaangevend mijnbouwbedrijf in het land. Het Franse bedrijf Necotrans kocht MCK in november 2015 voor een onbekend bedrag.
Rond 2000, tijdens de Tweede Congolese Oorlog, verhuisde Katumbi naar Zambia, waar hij zakelijke relaties had in de transportsector. Hij keerde in 2003 terug naar de DRC op uitnodiging van president Kabila die Katumbi aanspoorde om de mijnbouwbranche in Katanga te helpen herstellen.

### Voetbal
Katumbi is sinds 1997 voorzitter van voetbalclub TP Mazembe in Lubumbashi. Het team heeft de CAF Champions League vijf keer gewonnen, met inbegrip van 2009, 2010 en 2015, en werd het eerste Afrikaanse team dat in 2010 in de finale van het wereldkampioenschap voetbal voor clubs mocht spelen.
Katumbi heeft zwaar geïnvesteerd in het team en wordt door de media en het publiek beschouwd als een van de redenen voor het succes van de club. Onder zijn bestuur heeft het team spelers gerekruteerd uit Zimbabwe, Tanzania, Ghana en Zambia en lokale spelers behouden door de hoogste lonen voor spelers te betalen in Afrika. Katumbi heeft $ 35 miljoen geïnvesteerd in de bouw van het teamstadion dat in 2011 werd voltooid.
Katumbi begon in 2012 een voetbalacademie als sociaal programma om jonge Congolesen in de provincie Katanga te engageren en trainen. In 2015 waren er 2000 jonge mannen ingeschreven in de academie.
Katumbi werd in 2012 verkozen om te zetelen in het strategisch comité van de FIFA. In 2013 werd hij verkozen voor een plaats in het organisatiecomité van de Afrikaanse Landenbeker, waarvan hij tot 2017 de voorzitter zal zijn. Hij zetelt sinds 2009 ook in het marketingcomité van de Afrikaanse Voetbalbond (CAF).

### Politieke loopbaan
In 2006 werd Katumbi verkozen als afgevaardigde in de Assemblée Nationale. Hij werd in januari 2007 verkozen tot de eerste democratisch gekozen gouverneur van de provincie Katanga, met 94 stemmen op 102.
De economische opleving van de provincie wordt toegeschreven aan het bewind van Katumbi die de infrastructuur ontwikkelde, buitenlandse investeringen aanmoedigde met belastingvoordelen en minder overheidsprocedures en de corruptie aanpakte. Door de inspanningen van Katumbi als gouverneur stegen de lokale belastingen van $ 80 miljoen in 2007 tot meer dan $ 3 miljard in 2014. De jaarlijkse omzet steeg van 100 miljoen in 2007 tot 1,5 miljard in 2013.
Kort nadat hij aantrad als gouverneur, implementeerde Katumbi een exportverbod voor ruwe mineralen, waaronder kobalt, waardoor grote mijnbouwbedrijven verplicht werden om ofwel verwerkende bedrijven in de provincie te bouwen ofwel een belasting te betalen op het geëxporteerde concentraat. Onder Katumbi steeg de koperproductie van 8000 ton in 2006 tot meer dan 1 miljoen ton in 2014.
Naast mijnbouw focuste Katumbi op de uitbreiding van andere economische takken van de provincie waaronder de dienstverleningssector, energie en landbouw. Hij bood boeren zowel gratis landbouwgrond en belastingvoordelen aan om de voedselproductie te stimuleren. De afhankelijkheid van geïmporteerd voedsel daalde tussen 2006 en 2011 met 68%. In 2014 was de hoeveelheid lokaal geteeld voedsel verdrievoudigd.
De verwezenlijkingen van zijn bestuur omvatten de verbetering van het transport en de handel door de aanleg of reparatie van meer dan 1500 kilometer (ongeveer 30%) van de wegen en de uitbreiding van andere infrastructuur, zoals bruggen, ziekenhuizen en scholen. De toegang tot schoon water steeg tussen 2007 en 2013 van 3% tot 67%. Bovendien steeg het aantal schoolgaande kinderen binnen 6 jaar van 400.000 in 2007 tot 3 miljoen in 2014. Het aantal op school ingeschreven meisjes verdrievoudigde. Op de werknemers gerichte initiatieven omvatten het aanmoedigen van lokale mijnbouwbedrijven om te investeren in de teelt van gewassen voor hun werknemers en het verbieden van het "onnodige ontslag van werknemers".
In september 2015 nam Katumbi ontslag als gouverneur en verliet zijn politieke partij, de Parti du peuple pour la reconstruction et la démocratie (Volkspartij voor Wederopbouw en Democratie). Op 22 juni 2016 werd hij, bij verstek, veroordeeld voor de verkoop van een huis dat hij niet bezat en kreeg hij een gevangenisstraf van 36 maanden. Dit werd gezien als onderdeel van de pogingen van president Joseph Kabila om vast te houden aan de macht.
In 2018 kondigde Katumbi aan dat hij zich kandidaat zou stellen voor de presidentsverkiezingen van december 2018 in Congo met een nieuwe partij, "Ensemble pour le changement".
In de aanloop naar de presidentsverkiezingen van 2023 werd voormalig minister en kaderlid van de partij van Katumbi, Chérubin Okende, in Kinshasa op 13 juli 2023 doodgeschoten.

## Overtuigingen
In 2006 en 2011 steunde Moïse Katumbi Joseph Kabila's campagne voor het presidentschap van de Democratische Republiek Congo. Katumbi nam echter in 2015 publiekelijk afstand van Kabila.
Katumbi verkondigt expliciet dat president Kabila de grondwet van het land moet volgen en in 2016 moet aftreden als president. In januari 2016 voegde Katumbi zich bij andere bekende Congolese figuren in een coalitie met de naam "Front Citoyen 2016". De instantie streeft ernaar de grondwet te beschermen en te garanderen dat de presidentsverkiezingen van 2016 plaatsvinden.
Hij is tegen de afscheuring van Katanga van Congo die wordt ondersteund door een deel van de bevolking van de provincie.
Katumbi heeft herhaaldelijk gezegd dat hij zijn privéloopbaan verkiest boven de politiek.

## Publieke perceptie
Katumbi heeft in het algemeen zowel in de provincie Katanga als nationaal een positief imago wegens zowel zijn ontwikkeling van de regio Katanga als zijn functie als voorzitter van TP Mazembe. Hij staat bekend als vrijgevig, geeft geld rechtstreeks aan degenen die het vragen en investeert zijn eigen vermogen in sociale doelen.
De media hebben de publieke waarneming van Katumbi beschreven als een "self-made man" en een "man van het volk". In 2011 ondertekenden bijna één miljoen mensen een petitie waarin Katumbi gevraagd werd om aan te blijven als gouverneur nadat hij zei dat hij van plan was om te stoppen.
Er is beweerd dat Katumbi betrokken was bij illegale zakelijke praktijken, waaronder verduistering, voordat hij gouverneur werd. Katumbi heeft toegegeven dat hij uit noodzaak deelgenomen heeft aan Congo's corrupte zakensysteem, maar houdt vol dat hij sinds zijn ambtsaanvaarding alleen maar gevochten heeft tegen corruptie en dat geld geen beweegreden was om de politiek in te gaan.
In 2012 werd hij door The Africa Report uitgeroepen tot een van de 50 invloedrijkste Afrikanen. Jeune Afrique noemde hem "Afrikaan van het Jaar" in 2015.
Katumbi is een van de rijkste mensen in de DRC. Hij was het onderwerp van twee documentaires van regisseur Thierry Michel: Katanga Business en L'irrésistible ascension de Moïse Katumbi.
Volgens verschillende verklaringen van het presidentiële kamp zou Moïse Katumbi in december 2023 de Zambiaanse nationaliteit hebben..